# Сосунов, Олег Кириллович
Олег Кириллович Сосунов (род. 13 апреля 1998, Москва) — российский хоккеист, защитник.

## Биография
Сын легкоатлетов Кирилла Сосунова и Ольги Калитуриной. Родился в Москве, в раннем возрасте с родителями переехал в Рязань, где и стал заниматься хоккеем. Позже занимался в подольском «Витязе» и московском «Спартаке». В сезоне 2014/15 играл за команду МХЛ-Б «Молния» Рязань. Следующие два сезона провёл в системе ярославского «Локомотива», выступая за «Локо-Юниор» и «Локо».
На драфте НХЛ 2016 года был выбран в 6-м раунде под общим 178-м номером клубом «Тампа-Бэй Лайтнинг» — в основном из-за габаритов Сосунова, в нём видели «нового Здено Хару». Летом 2017 года подписал трёхлетний контракт новичка с «Тампой». Сезон 2017/18 провёл в команде WHL «Мус Джо Уорриорс», следующие два сезона отыграл в фарм-клубах «Тампы» «Сиракьюс Кранч» (AHL) и «Орландо Солар Бэрс» (ECHL), пропускал игры из-за травм. В августе 2020 года клуб расторг контракт.
Вернувшись в Россию, стал играть за «Рязань» в ВХЛ. По ходу сезона 2021—2022 перешёл в клуб чемпионата Франции «Гап». В следующем сезоне выступал за команду чемпионата Венгрии ДЕАК.